# Alice Bellandi
Alice Bellandi (Brescia, 29 de noviembre de 1998) es una deportista italiana que compite en judo. Es públicamente lesbiana.
Participó en dos Juegos Olímpicos de Verano, obteniendo una medalla de oro en París 2024, en la categoría de –78 kg, y el séptimo lugar en Tokio 2020, en la categoría de –70 kg.
Ganó tres medallas en el Campeonato Mundial de Judo entre los años 2023 y 2025, y dos medallas en el Campeonato Europeo de Judo, en los años 2022 y 2023.

## Palmarés internacional
| Juegos Olímpicos   | Juegos Olímpicos      | Juegos Olímpicos  | Juegos Olímpicos |
| Año                | Lugar                 | Medalla           | Categoría        |
| ------------------ | --------------------- | ----------------- | ---------------- |
| 2024               | París (Francia)       | Medalla de oro    | –78 kg           |
| Campeonato Mundial |                       |                   |                  |
| Año                | Lugar                 | Medalla           | Categoría        |
| 2023               | Doha (Catar)          | Medalla de bronce | –78 kg           |
| 2024               | Abu Dabi (EAU)        | Medalla de plata  | –78 kg           |
| 2025               | Budapest (Hungría)    | Medalla de oro    | –78 kg           |
| Campeonato Europeo |                       |                   |                  |
| Año                | Lugar                 | Medalla           | Categoría        |
| 2022               | Sofía (Bulgaria)      | Medalla de bronce | –78 kg           |
| 2023               | Montpellier (Francia) | Medalla de plata  | –78 kg           |